# Mike Nelson (cestista)
Michael Nelson, detto Mike (Madison, 18 marzo 1986), è un ex cestista statunitense.